# Linha Sormovskaia (metro de Níjni Novgorod)
Sormovskaia é uma das duas linhas do metropolitano de Níjni Novgorod na Rússia. Foi inaugurada em 1993 e circula entre as estações de Strelka e Burevestnik. Tem um total de 5 estações.